# Laia Aubert i Torrents
Laia Aubert i Torrents (San Quirico de Besora, 10 de mayo de 1986) es una esquiadora y entrenadora española, especializada en esquí de fondo.

## Trayectoria
Miembro del Club de Esquí de Fondo Urgellet-Cerdanya, en categoría júnior, consiguió una medalla de bronce en el Campeonato de Europa de 2004. En categoría absoluta, consiguió dos campeonatos de España en 2006 y fue campeona absoluta de Cataluña en esquí de fondo en la temporada 2004-05. Internacional con la selección española, participó en dos pruebas en los Juegos Olímpicos de invierno de Turín de 2006. Forma parte del cuerpo técnico del Club de Esquí Nórdico del Arp (CENA).

## Palmarés
- 1 Campeonato de España de esquí de fondo en 5 km clásico: 2006
- 1 Campeonato de España de esquí de fondo en 2 × 5 km persecución libre: 2006
- 1 Campeonato de Cataluña de esquí nórdico: 2014